# Monte Brè
Monte Brè är ett berg i Schweiz.   Det ligger i distriktet Lugano och kantonen Ticino, i den sydöstra delen av landet, 160 km sydost om huvudstaden Bern. Toppen på Monte Brè är 925 meter över havet, eller 153 meter över den omgivande terrängen. Bredden vid basen är 1,0 km. Monte Brè ligger vid sjön Lago di Lugano.
Terrängen runt Monte Brè är bergig åt nordost, men åt sydväst är den kuperad. Runt Monte Brè är det ganska tätbefolkat, med 120 invånare per kvadratkilometer.. Närmaste större samhälle är Lugano, 2,0 km väster om Monte Brè. 
I omgivningarna runt Monte Brè växer i huvudsak blandskog.